# Pohádka

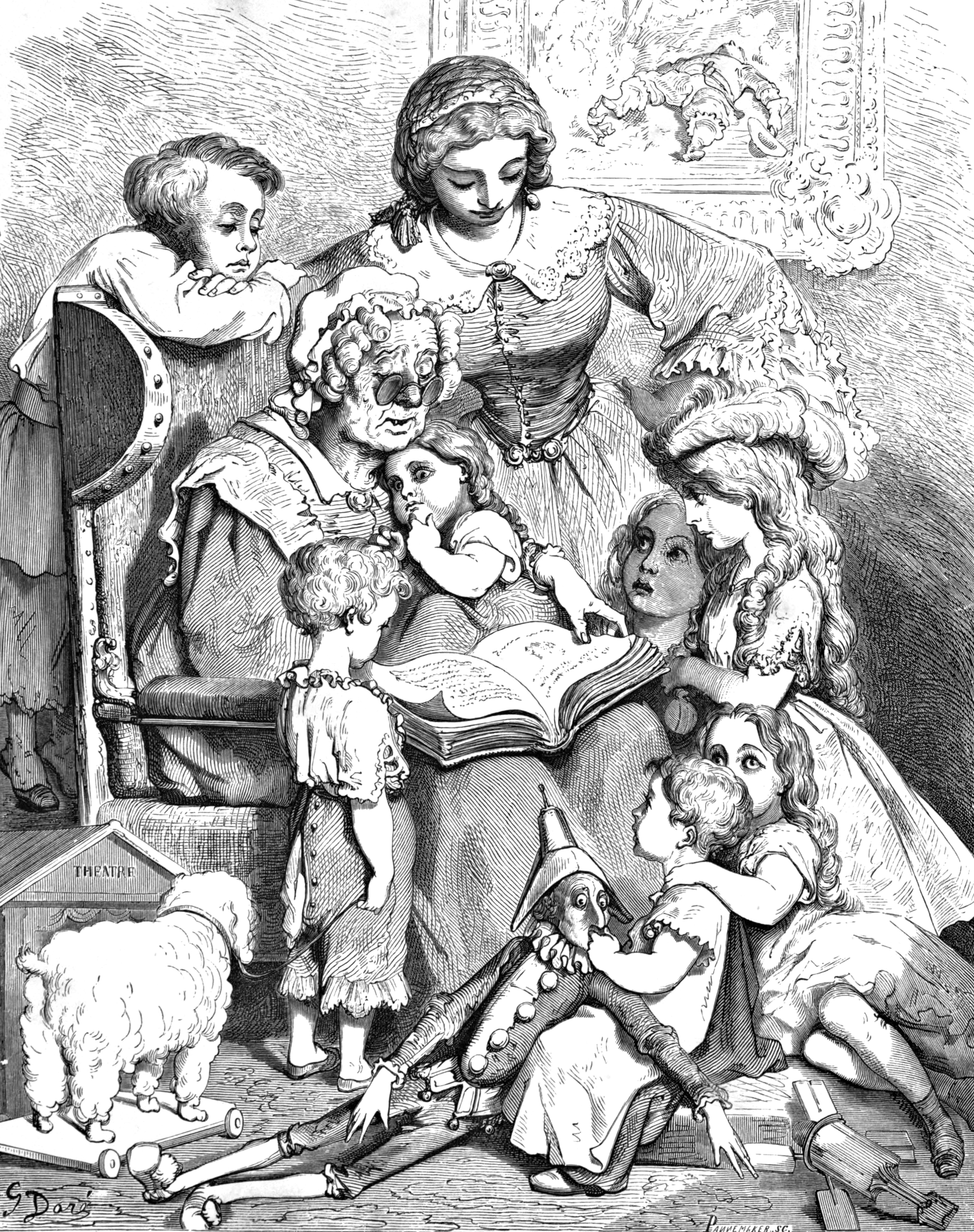
Gustave Doré: Matka Husa čte pohádky (1861, ilustrace – rytina)

Pohádka, dříve též báchorka je původně folklórní žánr závislý na ústní lidové slovesnosti.

## Obecná charakteristika pohádek
Jde o vyprávění založené na básnické fantazii, zejména ze světa nadpřirozených jevů. Důležité je, že pohádkový příběh není původně vázán na podmínky reálného světa. Příběh samotný není vypravěčem prezentován jako pravdivý a posluchači zpravidla také nevěří, že by se mohl odehrát ve skutečnosti.
Po slohové stránce je pohádka charakteristická ustálenými začátky i závěry a doslovně opakované a přejímané přímé řeči. Důležitou úlohu zde také sehrávají některá čísla, především číslo tři (trojí opakování, tři úkoly, předměty, bratři, sestry, sudičky atd.), dále pak často čísla sedm, devět, dvanáct, třináct, čtyřicet, sto. Ve výstavbě syžetu se uplatňuje gradace.
Figury a situace nejsou podrobně specifikovány, jsou poněkud obecné (v dalekém království, v hlubokém lese, starý král). Neuplatňuje se zde skutečná geografie, ani jména historických nebo současných postav. Děj se odehrává většinou v neurčité minulosti, nejsou tedy uváděny letopočty, stále jen obecné odkazy (za dávných časů). Vše je tedy nereálné a odehrává se ve fiktivním pohádkovém světě. Zdůrazněny jsou velké kontrasty: dobrý/zlý, velký/malý, bohatý/chudý, vznešený/prostý. I přes rozmanitost dějových zápletek, nestává se pohádka volnou hrou fantazie, vše má přísná pravidla.

## Vývoj pohádky

### Původ a vznik pohádek
Původ i vznik pohádek studuje srovnávací folkloristika, která stanovila čtyři možné teorie jejich vzniku:
- mytologickou
- antropologickou
- migrační
- historicko-geografickou

### Historický vývoj
Historický vývoj pohádky probíhá od starověku. Jisté zápletky mohou být až 6000 let staré (staré jako jazyková rodina). Tradovaná vyprávění však mohou být ještě starší. Základy evropské pohádky byly nalezeny ve staroindickém eposu (Pančatantra), ve staroegyptské literatuře (Anu a Bata, Rhampsinitův poklad). Pohádkové prvky lze též nalézt ve starověkých mýtech předního východu a v obsáhlých epických textech (Gilgameš), v antických textech (Amor a Psýché).

### Literární zpracování
Literární zpracování pohádek přišlo ve středověku. Mezi prvními je Dekameron (1348) G. Boccaccia,[zdroj?][ujasnit] údajně anglické dílo Gesta Romanorum, spis G. F. Straparoly Le piacevoli notti (1550), Pentameron (1634) G. Basileho. Roku 1696 vyšla pohádková sbírka Ch. Perraulta Pohádky matky Husy. Významné dále bylo vydání pohádek Tisíc a jedna noc (1704–1717). Důležitá byla rovněž sbírka Kinder und Hausmärchen (1812–1819) čítající 204 pohádkových textů, shromážděných bratry Grimmovými. 
Významným badatelským dílem je Súpis slovenských rozprávok (1923–1931) od Jiřího Polívky. Autor zde pohádky rozdělil podle základních námětů (např. pohádky o nadpřirozených bytostech, zvířecí atd.). Český badatel Václav Tille oproti tomu řadí pohádky podle abecedy, u mezinárodně známých ponechává i originální název.
Mezinárodně se pohádky klasifikují podle různých katalogů. Je jím například Aarneho–Thompsonův katalog.

## Folklorní pohádky

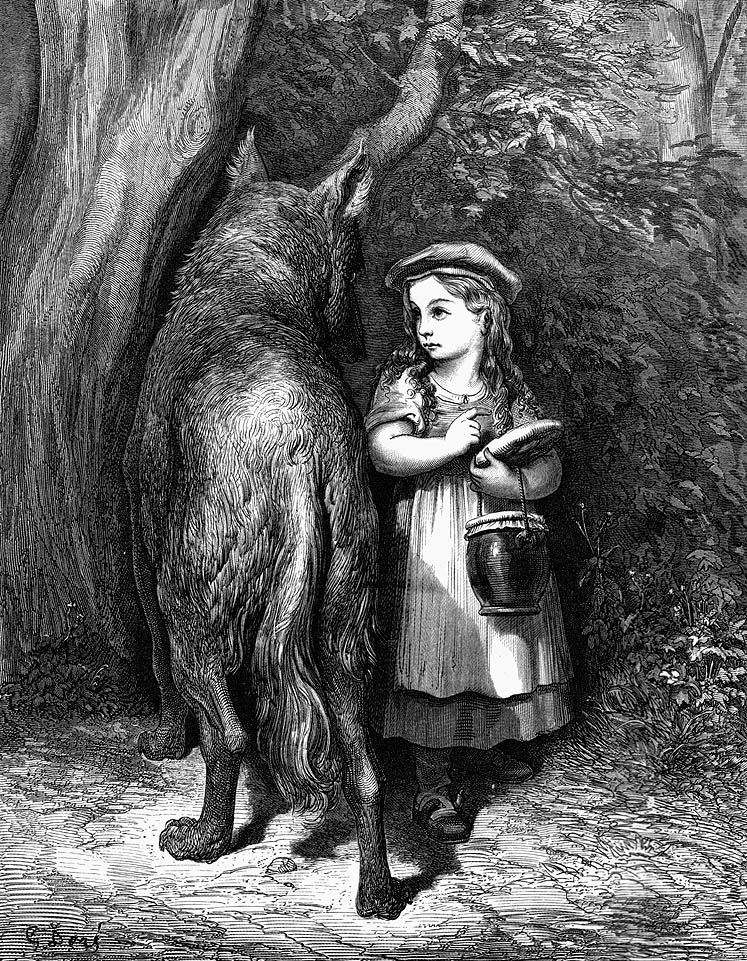
Gustave Doré: Červená Karkulka

Folklórní pohádky jsou útvar lidové slovesnosti, ústním podáním tak prošly celou řadou různých změn. Lidové pohádky jsou žánrem lidové slovesnosti a patří k nejstarším a nejrozšířenějším formám ústní slovesnosti. Každý národ, ale i menší sociální skupiny, odrážel svůj způsob života, vztahy dobra a zla, ve fiktivním či fantastickém příběhu, satiricky anebo humorně, kde hrdinové překonali útlak a chudobu a svou dobrosrdečností a mravností vítězí nad zlem, úklady lidí a jiných zlých fiktivních postav.
Specifikem českých pohádek je to, že zlo je v nich často napraveno.[zdroj?] Ale jedinou neautorskou pohádkou vzniklou na našem území je patrně pohádka O dvanácti měsíčkách. Ani postava hloupého Honzy není zdejší.
Zajímavostí folklórních pohádek je, že v různých světových kulturách mají podobné rysy i přesto, že je téměř vyloučen kontakt těchto kultur. Podobné pohádky tak byly nalezeny v podání indiánských kmenů, u Arabů, ale i v Evropě. Podobnost evropských a asijských pohádek není příliš zarážející – tyto mohly cestovat s obchodníky, námořníky či vojáky – zvláštní je však podobnost pohádek euroasijských a indiánských. Prakticky lze říci, že existují dva základní pohledy na tento stav:
1. Archetypální teorie – podle této teorie lidé v určitých situacích jednají v podstatě stejně, tudíž vymýšlí i podobné příběhy.
2. Teorie migrace pohádek – zde bývá tato shoda vysvětlována tím, že předci indiánů si již základy těchto pohádek vzali s sebou při stěhování do Ameriky.

## Autorské pohádky

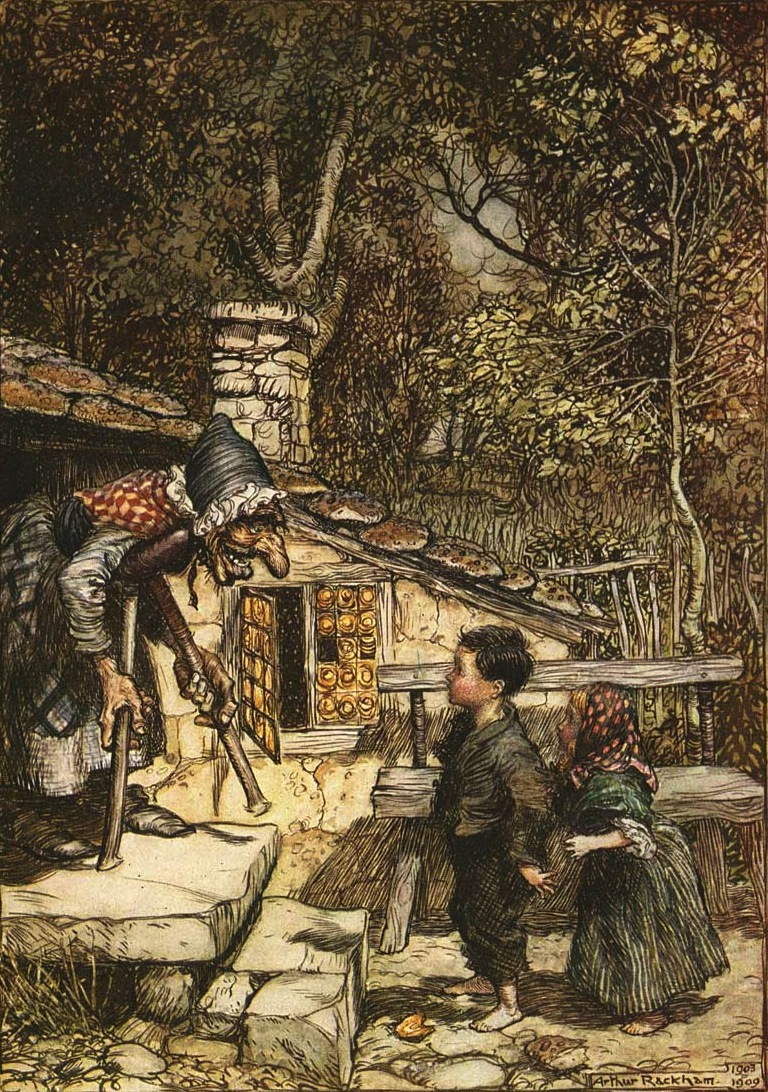
Arthur Rackham: Jeníček a Mařenka, 1909.

Autorské pohádky rozhodně nejsou pouze doménou poslední doby, tyto pohádky vznikaly již ve středověku, nejčastěji zpracováním nějakého známého díla. Ve středověku takto byla zpracovávána např. rytířská epika, děj byl pouze přenesen do jiného – prostého – prostředí.
Do autorských pohádek je potřeba započítávat i tzv. divadelní a filmové pohádky, neboť zpravidla došlo k zásadnímu narušení původního příběhu a původní smysl pohádky často ustupuje záměru zpracovatele (např. Josef Kajetán Tyl – české národní obrození).
Ve dvacátém století se tvorba pohádek komercializuje, dochází tak místy ke směřování k poutavosti a zábavnosti na úkor hlubšího příběhu a poučnosti. Objevují se zde zcela nové formy pohádek ve formě rozhlasových her, filmů (filmová a televizní pohádka), později i videoher a počítačových her.

## Základní témata
Základním motivem pohádek bývá obvykle boj dobra se zlem, pohádky určené dětem končívají vždy vítězstvím dobra. Dobro i zlo bývá povětšinou zosobněno do nějakých fantaskních bytostí, které mívají velmi vyhraněné vlastnosti.
Pohádky určené dospělému publiku byly často velice hrubé, velmi často s erotickým podtextem (např. Podkrušnohoří) nebo dokonce přímo s erotickým jevem. Tyto pohádky velmi často zasahovaly až do mýtů nebo reagovaly na drastické situace (např. vyplenění kraje, neúroda).
Pro dospělé jsou také určeny různé variace pohádek: například spisovatelka Angela Carterová ve svých povídkách zdůraznila u pohádkových motivů sexuální podtext. V jejím podání například třináctiletá Karkula ve Společenství vlků svede vlkodlaka, aby si zachránila život, nebo se Modrovousova manželka osvobodí coby týraná žena. Parodií na pohádky pak je Shrek nebo Princezna nevěsta Williama Goldmana.
Dalším častým motivem pohádek je motiv daleké cesty, jejímž záměrem může být zisk slávy či bohatství. Muž je většinou stavěn do pozice hlavního hrdiny, žena naopak do pozice postavy, které je nutno pomoci.

## Interpretace

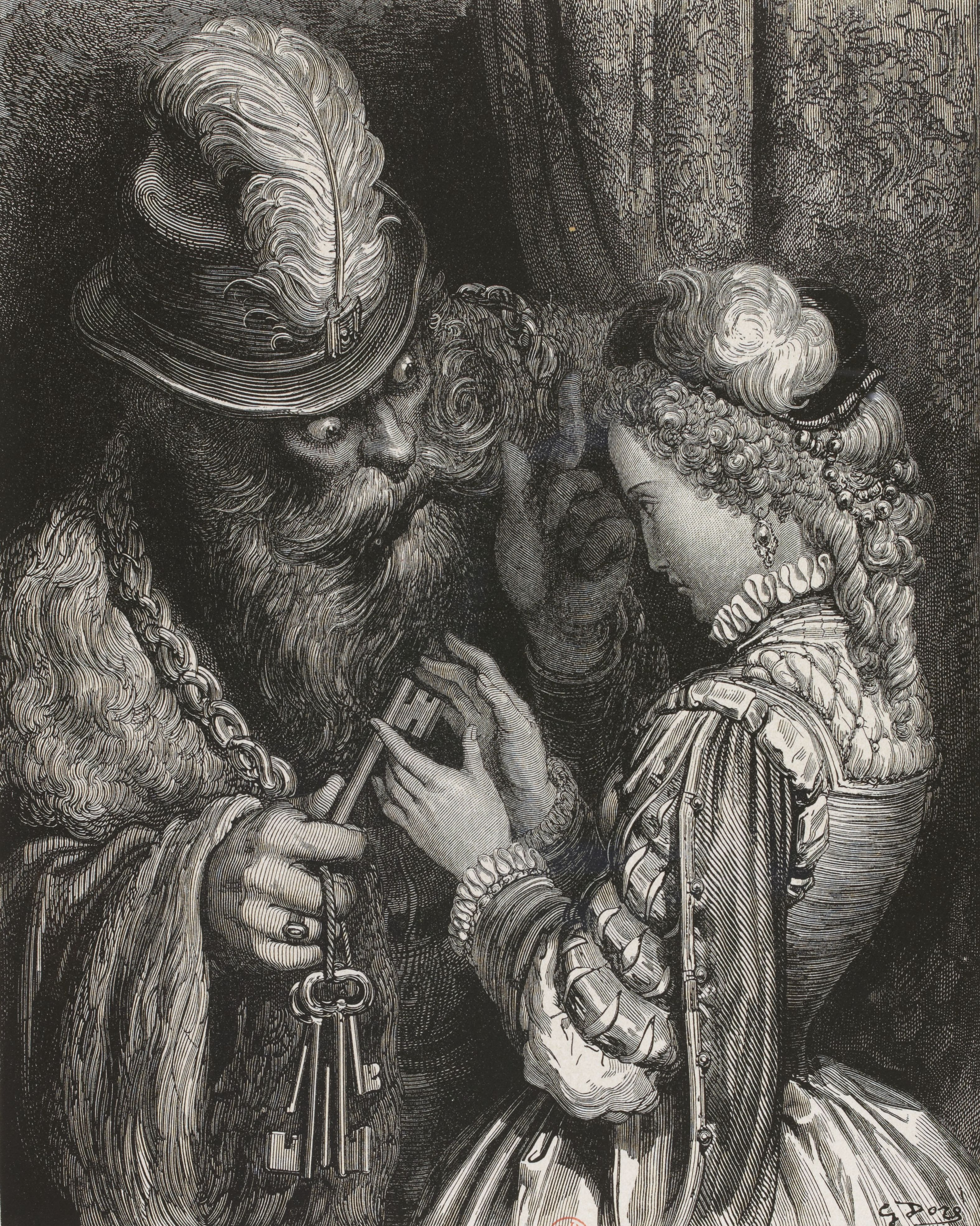
Modrovous předává své ženě klíč od třinácté komnaty.

Mnoho variant pohádek, zvláště těch určených dětem, má v sobě obsažen morální apel. Jsou jakýmsi návodem pro děti, jak rozlišit dobro a zlo a jak si s nimi poradit. Až některé moderní pohádky se začaly spoléhat jen na barvitý děj. Fantastické motivy pohádek ale v minulosti nebyly pouhou ozdobou – měly svůj symbolický význam, často právě morální.
Charles Perrault například vtěsnal do pohádky Popelka jeden z takových apelů, který ale úplně morální není. Popelka shledá, že její krása a charakter jsou zbytečné, kdyby neměla kmotřičku – což reflektuje důležitost sociální vazeb. Vklouznutí nohy do střevíčku, které se v pohádce o Popelce objevuje, je vykládáno jako výrazný sexuální symbol a pohádka o červené karkulce bývá interpretována jako varování před prostitucí nebo mýtus o slunečním bohu.
Mnoho pohádek bylo podrobeno Freudovské psychoanalýze, Jungovské analytické psychologii a dalším psychologickým analýzám, aniž by se některá z interpretací ujala jako definitivní. Tyto analýzy byly kritizovány za to, že přikládaly příliš velký význam motivům, které ve skutečnosti nejsou integrální částí příběhu.
V pohádce Modrovous například zradu manželky odhalí v různých verzích klíč zanechávající krvavé stopy, rozbité vejce nebo zpívající růže. Neovlivňuje to zásadně děj, ale interpretace jednotlivých variant počítají s tím, že právě ten který prozrazující objekt je integrální částí příběhu.
Někteří folkloristé pokládají pohádky za historické dokumenty. Například postava zlé macechy je interpretována tak, že v historii ženy často umíraly při porodu. Jejich manžel se znovu oženil a nová macecha s dětmi z prvního manželství bojovala o přízeň i majetek.

## Modely prostředí pohádky

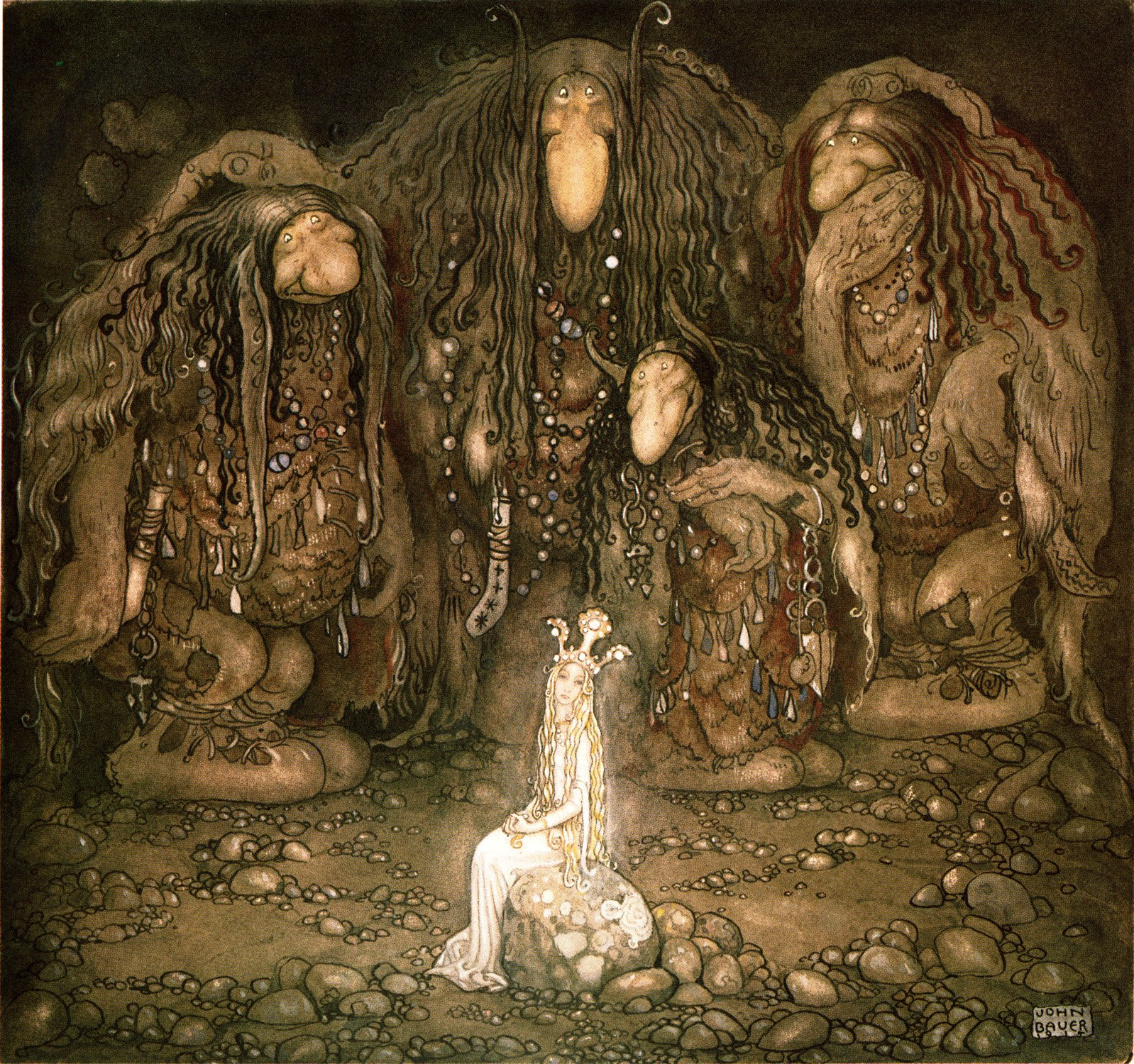
John Bauer: trollové a princezna ze sbírky švédských pohádek.

Žánr pohádky je spjat se třemi modely prostředí, ze kterých přejímá určité znaky a vlastnosti. Tato prostředí vytvářejí tři referenční horizonty, do kterých spadají obecně rozšířená kritéria pro pohádku. Toto členění popsala Hana Šmahelová ve své studii Prolamování struktur.

### Model vlastního folklorního prostředí
Základní rámec pro pohádku tvoří mýty, rituály a obřady. Jejich nedílnou součástí jsou i příběhy, které se dají pokládat za jádro pozdějších pohádek. Vznik pohádky tak předznamenaly určité mýty, náboženské a magické představy, které ztratily svůj původní význam v důsledku transformace a rozpadu tradičních náboženských systémů. Mýtus ztratil svojí funkci a přežíval dále transformován do pouhého vyprávění ve formě pohádky. V této fázi, kdy vyprávění sestoupilo do folklorního prostředí, vyvinula se specifická narativní forma. Podle té lze pohádku dobře odlišit od jiných žánrů. Jde především o následnost funkcí (zřetězení). Zjednodušeně je to možné popsat jako akce otevírající další akci (např. princ musí splnit těžký úkol, aby od čarodějnice dostal kouzelný prostředek k vysvobození princezny). Pohádku je možné charakterizovat podle syžetového modelu: jde o vyprávění odvíjející se od škůdcovství (drak unese princeznu) nebo od nedostatku (ženich pro princeznu, živá voda) k jeho dostranění a tím získání odměny. Podle Proppa patří k morfologickému modelu kouzelné pohádky ještě sedm kanonických postav s vlastní ideologií a jednáním. Dále motivace postav není psychologická a morální, nýbrž dějová – postavy mají dané určité funkce.
Proti literatuře se lidová slovesnost vyznačuje jistými odlišnostmi. Žije v přímé bezprostřední komunikaci, jde o ústní podání (ústní slovesnost, orální tradice.) Lidové písně a balady se zpívají, pohádky a pověsti se vyprávějí. Literatura oproti tomu žije v komunikaci nepřímé, zprostředkované, podávané pomocí písma. Komunikace je tak jednostranná, na rozdíl od ústního vyprávění, kde mohou posluchači vstupovat do vyprávění a vypravěč má nad vyprávěním kontrolu.
Ve folkloru má významnou úlohu interpretace. Velmi zde záleží na vypravěči, jak vyprávění přednese a tím ovlivní celé vyznění. Záleželo nejen na schopnostech vypravěče, ale i na konkrétní situaci, v níž bylo vyprávěno. Interpret-vypravěč má ve folkloru klíčový význam. Přejímá vyprávění od jiných interpretů, může měnit vyprávění na základě vlastní invence a pomocí svého přednesu, šíří dál folklorní dílo. Ve folkloru je tak typické řetězovité šíření a s ním spojené obměny a úpravy díla. Folklorní díla původně přežívala v malých, primárních sociálních skupinách a lokálních společenstvech (např. vesnice). Do folklorních děl se tak projevuje určitý kolektivní vkus. Také funkce folklorní pohádky a folklorního díla celkově je odlišná od díla literárního. Literatura má především funkci uměleckou, ale folklorní pohádka může mít funkci estetickou a zábavní, zčásti může mít funkci poučnou a užitečnou.

### Pohádka v literatuře
V literatuře se pohádka přizpůsobuje dobovému a kulturnímu kontextu, do něhož je vřazena. Například v renesanci podléhaly pohádky úpravám, aby vyhovovaly obecnému vkusu, vyžadujícímu vtipné společenské historky na způsob Dekameronu. Podobně tomu bylo v baroku, kdy se dvorská morálka literárně promítla do pohádek sesbíraných v prostředí prostých vesničanů. Stejně tak je v některých literárních dílech znát příklon k osvícenství, např. v Pohádkách matky Husy Charlese Perraulta. V 19. století se zase pohádky přiblížily realistické venkovské próze, a proto mohly být brány jako zdroj „poučení o lidu“. Typickým příkladem mohou být pohádky B. Němcové.
Literární zpracování tedy pohádku v průběhu času proměňuje, přizpůsobuje dobovým tendencím a otiskuje kulturní uvažování. Oproti čistě folklorním žánrům je tak pohádka obecně volněji definovatelná a rozmanitější.

### Pohádka v literatuře pro mládež
V historických diskusích na počátku 20. století se probírala vhodnost pohádek pro děti s ohledem na jejich fantazijní a nereálné motivy. Názory se pak spíše stočily ve prospěch pohádky jakožto vhodného výchovného prostředku. Zajímavý je článek V. Tilleho z roku 1916, který uzavírá celou debatu. Pohádky autenticky zapsané považuje Tille za „nejnevhodnější výchovný prostředek, který by byl spíš předmětem pro patologa lidské duše“, protože „Pohádky jsou jako démanty: uměle vyrobené jsou falešné a pravé teprve broušením nabývají ceny.“ To celé shrnuje prezentaci pohádek pro dětské publikum: pohádka se v žánru dětské literatury podřizuje normám a konvencím.
Tyto tři modely existence pohádky umožňují určitou stabilizaci žánrové normy. Východiskem pro definici pohádky je hotový, uzavřený text, který se zřetelně přimyká k jednomu z těchto modelů. Posledním trochu odlišným modelem je pohádka v básnické tvorbě. Zde je podstatné především interpretace čtenáře. Autor pak může v tvorbě pohádky najít příležitost k básnickému sebevyjádření, autentické emocionální, filosofické a mravní výpovědi.

## Studium pohádky
Studium pohádky podléhá srovnávacímu bádání od konce 19. století. Výzkumem pohádek se zabývá např. společnost Folklore Fellow Communications (FFC). V českém prostředí sahá sběr pohádek až do středověku ke sbírkám kazatelských exempel. Zájem o sbírky lidového podání vzrůstá především od počátku 19. století spolu s romantickým hnutím. Lidové vyprávění je považováno za relikt původní kulturní tradice příslušného národa. To bylo podstatné i pro národní obrození, které velmi zvýšilo význam lidových tradic.
První pohádkovou sbírkou na území Čech byla sbírka W. A. Gerleho z roku 1819. Pohádkové edice včetně Gerleho shrnul V. Tille v knize České pohádky do roku 1848. V té době existovalo v Česku množství sběratelů pohádek, kteří je převáděli do literární podoby. Tímto procesem byla pohádka upravena, editována a podléhala určitému literárnímu stylu, který byl charakteristický i pro K. J. Erbena a B. Němcovou. Erben mimo jiné překládal i pohádky z jiných slovanských jazyků, které jsou už dnes vnímány jako součást české folklorní tradice. V českém prostředí převažující počet pohádek nad pověstmi je způsoben zúženým zájmem o studium pohádek v 19. století.

## Autoři a sběratelé pohádek, pohádkové soubory
| - Tisíc a jedna noc - Charles Perrault (1628–1703) - Kocour v botách - Šípková Růženka - Popelka - Červená karkulka - O Palečkovi - Hans Christian Andersen (1805–1875) - Císařovy nové šaty - Princezna na hrášku - Ošklivé káčátko - Císařův slavík - Statečný cínový vojáček - Křesadlo - Malá mořská víla - Bratři Grimmové (1785–1863) - Jeníček a Mařenka - Šípková Růženka - Popelka - Sněhurka - Carlo Collodi (1826–1890): Pinocchio - Lewis Carroll (1832–1898) - Alenka v říši divů - Za zrcadlem a co tam Alenka našla - Oscar Wilde (1856–1900) - Slavík a růže - Selma Lagerlöfová (1858–1940) - Alan Alexander Milne (1882–1956): Medvídek Pú - Antoine de Saint-Exupéry (1900–1944): Malý princ |  |  | - Josef Čapek: Povídání o pejskovi a kočičce - Karel Čapek: Devatero pohádek - Václav Čtvrtek: Rumcajs - Jan Drda - Karel Jaromír Erben - Ota Hofman: Pan Tau - Jan Karafiát: Broučci - Marie Kubátová - Josef Štefan Kubín - Miloš Macourek - Jiří Mahen - Božena Němcová - Vladislav Vančura: Kubula a Kuba Kubikula - Ondřej Sekora: Ferda Mravenec - Karel Šiktanc - Josef Franta Šumavský - Václav Tille - Václav Beneš Třebízský - Pavol Dobšinský |